# Grafski Béreg
Grafski Béreg (en rus: Графский Берег) és un poble de la república de Sakhà, a Rússia, que el 2018 tenia 904 habitants, pertany al districte de Namtsi.